# Josef Klapuch
Josef Klapuch (Zbyslavice, Checoslovaquia, 10 de febrero de 1906-Praga, 18 de diciembre de 1985) fue un deportista checoslovaco especialista en lucha libre olímpica donde llegó a ser subcampeón olímpico en Berlín 1936.

## Carrera deportiva
En los Juegos Olímpicos de 1936 celebrados en Berlín ganó la medalla de plata en lucha libre olímpica estilo peso pesado, tras el estonio Kristjan Palusalu (oro) y por delante del finlandés Hjalmar Nyström (bronce).